# Meta element
Meta elementi su tagovi koji se koriste unutar HTML ili XHTML dokumenata da obezbede strukturu metapodataka o veb stranici.
Oni su deo head sekcije veb strane. Više meta elemenata sa različitim atributima mogu biti korišćeni unutar iste veb stranice. Meta elementi mogu se koristiti za navođenje opisa veb strane, ključnih reči ili nekih drugih metapodataka koji nisu obezbeđeni kroz head elemente i atribute.
Meta element ima dve namene: ili imitira korišćenje odgovora HTTP zaglavlja ili se koristi radi ugrađivanja dodatnog metapodatka unutar HTML dokumenta.
Sa HTML-om do i uključujući HTML 4.01 i XHTML-om, postojala su četiri ispravna atributa: content, http-equiv, name i scheme. Pod HTML5 sada postoje pet ispravnih atributa, dodat je charset. http-equiv se koristi da imitira HTTP zaglavlje, a name za ugrađivanje metapodataka. Vrednost, u svakom slučaju, je sadržana u 
content atributu, koji je jedini potreban atribut osim ako charset nije dat. charset se koristi da naznači set karaktera dokumenta i jedino je dostupan u HTML-u 5.
Takvi elementi moraju biti smešteni kao etikete u head sekciji HTML ili XHTML dokumenta.

## Primer korišćenjametaelementa
U jednoj formi, meta može da navodi HTTP zaglavlja koja treba da se pošalju pre stvarnog sadržaja kada se HTML stranica prikazuje od strane veb servera klijentu. Na primer:
```
<
meta
 
http-equiv
=
"content-type"
 
content
=
"text/html; charset=UTF-8"
>

```

kao alternativa odgovoru polja zaglavlja Content-Type: za ukazivanje MIME tipa i više potrebnog UTF-8 karakterskog enkodiranja.
Meta tagovi mogu da se koriste za navođenje lokacije biznis servisa:
```
<
meta
 
name
=
"zipcode"
 
content
=
"45212,45208,45218"
 
>

```

U ovom primeru, geografska informacija je poznata pomoću ZIP koda.
Podrazumevajući set karaktera za običan tekst se jednostavno postavlja sa meta etiketom:
```
<
meta
 
http-equiv
=
"Content-Type"
 
content
=
"text/html; charset=UTF-8"
 
>

```

## Meta elementi se koriste za optimizaciju pretraživača veba
Meta elementi pružaju informaciju o veb strani, koja se može iskoristiti od strane pretraživača veba kako bi se veb strana stavila u odgovarajuću kategoriju.
Oni su bili fokus oblasti marketinga istraživanja koji je poznat kao optimizacija pretraživača veba (engl. Search Engine Optimization), gde se različite metode koriste za dodeljivanje veb sajtu korisnika veći rang kod pretraživača veba. Prvenstveno zbog povećanja analize sadržaja veb pretraživača u sredini 1990-tih godina (pre svega Google), veb pretraživači su se oslanjali na meta podatke za ispravnu klasifikaciju veb strana i kreatori su brzo shvatili komercijalni značaj korišćenja meta elemenata. Danas postoji rasprava oko vrednosti meta tagova. Neki tvrde da nemaju vrednost, drugi tvrde da su veoma bitni, dok mnogi jednostavno zaključuju da ne postoji jednostavan odgovor ali, jer ne nanose nikakvo zlo, koriste ih za svaki slučaj. Google podržava meta tagove "content", "robots", "google", "google-site-verification", "content-type", "refresh" i "google-bot."
Veliki roboti pretraživača veba razmatraju mnogo faktora kada odlučuju kako će rangirati stranu kod koje meta oznake predstavljaju jedan deo. Osim toga, većina pretraživača veba menjaju njihova pravila rangiranja često. Google je počeo sa ažuriranjem njihovih pravila rangiranja svakih 48 sati. Pod takvim okolnostima, nije moguće konačno razumevanje meta oznaka u optimizaciji pretraživača veba.

### Atributkeywords
Atribut keywords je postao popularan zbog pretraživača veba kao što su Infoseek i AltaVista 1995. godine i njihova popularnost je brzo rasla dok keywords nije postao jedan od najčešće korišćenih meta elemenata.
Ne postoji konsenzus da li keywords atribut ima ili nema bilo kakav efekat na rangiranje pri bilo kom velikom pretraživaču veba danas. Špekuliše se da ima, ako ključne reči korišćene u meta mogu biti nađene i u samoj kopiji stranice. Tridesetsedam lidera u optimizaciji pretraživača veba u aprilu 2007 odlučili su da je značajnost korišćenja ključnih reči meta i keywords skoro nikakva a u septembru 2009 Met Kats iz Google-a je objavio da oni više neće uzimati u obzir ključne reči. Međutim, obe odluke predlažu da Yahoo! nastavi da koristi meta ključne reči u nekim od svojih rangiranja. Yahoo! je podržao korišćenje ključnih reči koji će sa drugim faktorima poboljšati rangiranje pri pretraživanju. U oktobru 2009. godine okrugli sto pretraživača Veba odlučio je da "Yahoo takođe izbaci korišćenje meta ključnih reči" U septembru 2012. godine Google je objavio da će oni razmatrati ključne reči meta oznaka za nove izdavače i da to može pomoći da dostojan sadržaj postane vidljiv.

### Atributdescription
Za razliku od keywords atributa, description atribut je podržan od većine današnjih velikih pretraživača veba, kao što su Yahoo! iBing, dok Google ne podržava ovu etiketu kad je informacija o samoj stranici zatražena. Atribut description pruža sažeto objašnjenje o sadržaju veb stranice. Ovo omogućava autorima veb stranice da daju objašnjenje sa više smisla koje će biti prikazano ako pretraživać veba nije u stanju da automatski napravi svoj opis na osnovu sadržaja stranice. Opis je često, ali ne i uvek, prikazan na stranici rezultata pretraživača veba tako da može da utiče na posetu veb strane. Takođe je predloženo da se ključne reči koje se nalaze unutar description takođe posmatraju prilikom rangiranja stranica. W3C ne navodi veličinu description meta oznake, ali najčešće pretraživači veba predlažu da veličina treba da bude kraća od 155 karaktera običnog teksta.

### Atributlanguage
Atribut language govori pretraživačima veba koji je prirodni jezik na kome je veb stranica pisana (npr. engleski, španski, francuski), nasuprot kodnom jeziku (npr. HTML, XHTML). To je uglavnom IETF etiketa za ime jezika. Ukoliko je veb stranica napisana u više jezika, ona može reći pretraživačima veba na kom jeziku je tačno određena strana napisana.

### Atributrobots
robots atributi, koje podržava nekoliko najvećih pretraživača veba, kontroliše da li je veb indekserima pretraživača veba dozvoljeno da indeksiraju stranicu ili ne i da li bi trebali da prate veze sa te stranice ili ne. Atributi mogu da sadrže jednu ili više, zarezom odvojenih vrednosti.noindex vrednost sprečava indeksiranje stranice, nofollow sprečava praćenje veza. Ostale vrednosti utiču na to kako će se neka stranica pojaviti u rezultatu pretrage. Koristi se i noarchive koji sprečava skladištenje stranice u arhivu veb pretraživača. Meta tagovi su jedan od najboljih načina za sprečavanje indeksiranja sadržaja stranice.
Primer atributa stranice na kojoj je onemogućeno indeksiranje i praćenje veza:
```
<
meta
 
name
=
"robots"
 
content
=
"noindex, nofollow"
 
>

```

#### Dodatni atributi za veb pregledače

##### NOODP
Pretrazivači veba Google, Yahoo! i MSN koriste DMOZ listing veb stranice za naslov i/ili opis u stranicama rezultata veb pretraživača. Sintaksa je ista kod svih pretraživača veba koji podržavaju ovu oznaku.
```
<
meta
 
name
=
"robots"
 
content
=
"noodp"
 
>

```

Google:
```
<
meta
 
name
=
"googlebot"
 
content
=
"noodp"
 
>

```

Yahoo!:
```
<
meta
 
name
=
"Slurp"
 
content
=
"noodp"
 
>

```

MSN: 
```
<
meta
 
name
=
"bingbot"
 
content
=
"noodp"
 
>

```

##### NOYDIR
Yahoo! stavlja sadržaj iz svoje Yahoo! biblioteke pored ODP liste.
Dodavanjem NOYDIR oznake stranici sprečava se da Yahoo! prikaže naslove i apstrakte iz Yahoo biblioteke. 
```
<
meta
 
name
=
"robots"
 
content
=
"noydir"
 
>

<
meta
 
name
=
"Slurp"
 
content
=
"noydir"
 
>

```

##### Robots-NoContent
Yahoo! takođe uvodi atribut class="robots-nocontent". Ovo nije meta oznaka, već atribut i vrednost koji se može koristiti ukoliko je potreban kod etiketa veb strane. 
Sadržaj stranice gde se ovaj atribut koristi biće ignorisan od strane Yahoo!-a i neće biti uključen u indeks pretraživača veba.
Primer robots-nocontent oznake:
```
<
div
 
class
=
"robots-nocontent"
>
excluded content
</
div
>

<
span
 
class
=
"robots-nocontent"
>
excluded content
</
span
>

<
p
 
class
=
"robots-nocontent"
>
excluded content
</
p
>

```

### Akademske studije
Google ne koristi HTML ključne reči niti meta oznake elemenata za indeksiranje. Direktorka istraživačkog centra u Google-u, Monika Henzinger, rekla je (2002. godine): "Trenutno ne verujemo meta podacima jer ne želimo da se manipuliše nama." 
Drugi pretraživači veba razvili su tehnike koje kažnjavaju internet stranice koje "varaju sistem". Na primer, ako internet stranica ponavlja istu meta ključnu reč nekoliko puta može da ima smanjeno rangiranje od strane pretraživača veba koji pokušava da eliminiše ovu praksu. Veće su šanse da će pretraživač veba ignorisati meta ključnu reč. Međutim, Google koristi meta oznake pri prikazivanju linkova ka sajtu. Naziv oznake se koristi za pravljenje veze u rezultatu pretrage:
```
<
title
>
Site name - Page title - Keyword description
</
title
>

```

Meta opis se često pojavljuje u Google-ovim rezultatima pretrage za opis veze: 
```
<
meta
 
name
=
"description"
 
content
=
"Opis sadržaja strane ide ovde"
 
>

```

## Preusmeravanja
Meta osvežavanja elemenata mogu se koristiti da internet pregledač automatski osvežava internet stranicu posle određenog vremena. Takođe je moguće da se pomoću ove tehnike korisnik preusmeri na neku drugu stranicu. Automatsko osvežavanje pomoću meta elemenata se smatra zastarelim već više od 10 godina a smatralo se kao problematično i pre toga. W3C predlaže da bi korisnički agenti trebalo da dozvaljaju isključivanje, u suprotnom meta osvežavanje se ne bi trebalo koristiti. Kod Internet Explorer-a se može isključiti u podešavanjima pod kategorijom ostalo. U Mozilla Firefox-u moguće je isključiti u konfiguracionom folderu pod imenom "accessibility.blockautorefresh". Mnogi tutorijali za web dizajn ukazuju na to da preusmeravanje na klijentskoj strani teži ka interfejsu sa normalnim funkcionisanjem pretraživačkog "povratnog" dugmeta. Nakon preusmeravanja, klik na dugme povratka preusmerava korisnika nazad na prethodnu stranu, u nekim slučajevima na istu zbog osvežavanja. Neki savremeni pretraživači prevazilaze ovaj problem. Automatsko preusmeravanje pomoću označavanja nije usklađeno sa W3C-om.

## HTTP poruke zaglavlja
Meta elementi obrasca <meta http-equiv="foo" content="bar"> mogu se koristiti kao alternativa HTTP zaglavljima. Na primer, <meta http-equiv="expires" content="Wed, 21 June 2006 14:25:27 GMT"> kaže pregledaču da stranica "ističe" 21. juna 2006. godine u 14:25:27 GMT i da je do tada može bezbedno skladištiti. HTML 4.01 specifikacije opciono dozvoljavaju da se ova etiketa parsira pomoću HTTP servera i postavi kao deo HHTP zaglavlja za odgovore, ali trenutno ni jedan mrežni server ne implementira ovo ponašanje. Umesto toga korisnički agent imitira ponašanje nekih HTTP zaglavlja kao da su poslati od strane zaglavlja za odgovore. 

## Alternativa meta elementima
Neki HTML elementi i atributi već koriste određene delove meta podataka i mogu se koristiti od strane autora umesto meta elemenata za navođenje tih delova: title element, address element, ins i del elementi, kao i naslovni atributi i atributi za citiranje. Alternativa meta elemenatima za poboljšani pristup unutar sajta je korišćenje back-of-book stila indeksiranja veb stranica. 
ALIWEB je 1994. godine koristio indeksiranje fajlova da bi dobio tip informacije koji se obično nalazi unutar meta ključnih reči atributa. U slučaju kada je vrednost atributa URL, mnogi autori odlučuju se da koriste link elemente sa odgovarajućim vrednostima za rel atribute. Pogledajte ovde kada je najbolje koristiti HTTP-zaglavlja, meta elemente ili atribute u odnosu na jezik koji koristite.

## Spoljašnje veze
- W3C HTML 4.01 Specification: section 7.4.4, Meta data
- Onlajn alat za proveru meta elemenata